# Brattstromia longicaudata
Brattstromia longicaudata is een eenoogkreeftjessoort uit de familie van de Pseudocyclopidae. De wetenschappelijke naam van de soort is voor het eerst geldig gepubliceerd in 1991 door Fosshagen & Illife.